# 몽골 증권거래소
몽골 증권거래소(MSE, 몽골어: Монголын Хөрөнгийн Бирж)는 몽골 울란바토르에 소재한 증권거래소이다. 1991년 1월 18일에 설립되었다.